# Marmaracık, Çorlu
Marmaracık là một thị trấn thuộc huyện Çorlu, tỉnh Tekirdağ, Thổ Nhĩ Kỳ. Dân số thời điểm năm 2011 là 6.182 người.